# Hochwald
Hochwald is een gemeente en plaats in het Zwitserse kanton Solothurn en maakt deel uit van het district Dorneck.
Hochwald telt 1227 inwoners.
Op 10 april 1973 stortte bij Hochwald een Engels passagiersvliegtuig neer, waarbij 108 mensen om het leven kwamen.